# Real Asociación Amigos del Museo Nacional Centro de Arte Reina Sofía
La Real Asociación Amigos del Museo Reina Sofía es una entidad sin ánimo de lucro cuyo fin es promover, estimular y apoyar acciones culturales relacionadas con la misión y actividad del Museo Nacional Centro de Arte Reina Sofía.

## Historia
La Real Asociación Amigos del Museo Reina Sofía fue constituida por escritura pública de 30 de julio de 1987, estando presidida por Su Majestad la Reina. El 24 de noviembre de 1994, pasó a ser declarada de Utilidad Pública por el Ministerio del Interior, por lo que de conformidad con lo que se establece en la Ley 30/1994. Y también el 24 de noviembre, pero 1997, Su Majestad el Rey Don Juan Carlos I le concedió el título de REAL.
La Asociación nació cuando Julián Trincado, presidente aquellos días de Unión Fenosa, reunió a 30 empresarios que adquirieron el compromiso de contribuir a la conservación y divulgación del patrimonio artístico a través de una colección de arte. El objetivo era descubrir, rescatar y narrar la historia del arte español del siglo XX. Un comité de expertos dirigiría las adquisiciones a fin de conformar una compilación coherente y más atenta al excelso coro de artistas de vanguardia españoles que a las grandes estrellas de la misma época, aunque entre sus filas figuran también dibujos de Dalí, Miró...
De conformidad con la legislación vigente, el presidente de la Asociación de Amigos es, con carácter permanente, “Vocal nato” del Real Patronato del Museo, en consideración al “carácter no gubernamental” de la entidad y en méritos de “su trayectoria y especial vinculación al Museo”.

## Donaciones
La Asociación ha donado al Museo Reina Sofía nueve obras:
| Obras donadas: |
| --- |
| Construció lírica Leandre Cristófol Año de creación de la obra: 1934 Técnica: Madera, madera pintada y alambre Dimensiones: 85x59,5x17,5cm. Donación realizada el 4 de julio de 2014                                            |
| Sin título Antonio G. Lamolla Año de creación de la obra: 1935 Técnica: Madera, yeso y hierro Dimensiones: 41,5x27x29cm. Donación realizada el 4 de julio de 2014                                                               |
| Le jour où j'ai rencontré mon premier amour Eduardo Arroyo Año de creación de la obra: 1971 Técnica: Óleo sobre lienzo Domensiones: 162x130 cm. Donación realizada el 29 de septiembre de 2012                                  |
| Pérégrinations de Georges Hugnet Óscar Domínguez Año de creación de la obra: 1935 Técnica: Madera pintada, hierro y papel Dimensiones: 41x33x12 cm. Firmada y fechada en el dorso Donación realizada el 16 de febrero de 2011   |
| Presencia inquietante Robert Motherwell Año de creación de la obra: 1976 Técnica: Acrílico sobre tela Dimensiones: 182,9x457,2 cm Donación realizada el 9 de marzo de 1998                                                      |
| Retrato de Joella Salvador Dalí y Man Ray Año de creación de la obra: 1933-1934 Técnica: Escayola realizada por Man Ray en 1933 y pintada por Salvador Dalí en 1934 Dimensiones: 40 cm Donación realizada el 17 de mayo de 1995 |
| El Zurdo Miguel Ángel Campano Año de creación de la obra: 1980 Técnica: acrílico sobre tela Dimensiones: 245x204 cm Donación realizada el 17 de marzo de 1994                                                                   |
| Sin título Manuel Ángeles Ortíz Año de creación de la obra: 1925 Técnica: óleo sobre lienzo Dimensiones: 100x81 cm Donación realizada el 23 de noviembre de 1993                                                                |
| No te pases, con escalera de emergencia Susana Solano Año de creación de la obra: 1989 Técnica: Hierro Dimensiones: 198x232x232 cm Donación realizada el 2 de febrero de 1993                                                   |